# Road Trip
Road Trip is een Amerikaanse filmkomedie uit 2000 onder regie van Todd Phillips, die het verhaal samen met Scot Armstrong schreef. Het verhaal is gebaseerd op Phillips' eigen ervaringen zelf. Distributeur Universal zag af van een vervolg, waarop Paramount Pictures in augustus 2009 alsnog een direct-naar-dvd opvolger uitbracht genaamd: Road Trip: Beer Pong. Daarin keert van de originele acteurs alleen DJ Qualls in een kort rolletje terug.

## Verhaal
Josh Parker legt een seksueel avontuurtje met zijn geheime vriendin op video vast en laat deze onbedoeld door kluns Barry Manilow opsturen naar zijn echte vriendin, die in Austin, Texas studeert. Om te voorkomen dat het pakketje wordt bezorgd, moeten gaan ze op pad dwars door de Verenigde Staten om eerder bij de universiteit te zijn dan het pakketje er wordt bezorgd. Josh' vrienden E.L. en Rubin gaan mee, evenals Kyle, een spichtige, verlegen jongen, die echter wel een auto heeft. Barry gaat niet mee, maar zorgt voor Mitch, de slang van Rubin, in diens afwezigheid.
De eerste dag rijden de jongens de auto van Kyle in de soep in een poging een sluiproute te nemen. Ze overnachten in een motel, en E.L. gaat op zoek naar een nieuw vervoermiddel. Hij "leent" een schoolbus van een blindenschool zodat de groep weer verder kan. Ondertussen probeert Josh zijn professor op te bellen voor een uitstel voor zijn tentamen. Jacob, de student-assistent, neemt op en doet alsof hij de professor is, zodat Josh niet weet dat hij helemaal geen uitstel krijgt.
Rond deze tijd praat Barry zijn mond voorbij tegen Beth. Beth concludeert dat Josh stiekem nog zijn oude vriendin Tiffany aanhoudt en van twee walletjes eet. Barry probeert zijn vergissing goed te maken door een andere stad te noemen: Boston in plaats van Austin. Beth reist naar Boston en vertelt een andere Tiffany daar dat haar vriend haar bedriegt. Deze vernielt woedend de auto van haar vriend, die verbaasd aan komt rennen en eveneens een pak slaag krijgt. Beth realiseert zich dat ze de verkeerde voor zich heeft en reist vol schaamte terug naar Ithaca.
De tweede nacht kloppen de vier aan bij een studentenvereniging in Tennessee. Rubin kent de rituelen en bluft zich een weg naar binnen, bewerend dat hij een "broeder" is. Binnen komen ze tot de ontdekking dat het een geheel zwarte vereniging is. De leden nemen hen aanvankelijk flink in de maling maar vieren uiteindelijk feest met ze. Kyle verliest hier zijn maagdelijkheid met Rhonda, een fors gebouwde donkere dame.
De volgende dag blijken de vier blut te zijn, dus doneren ze sperma voor geld. Wanneer de zusters vragen of een van hen drugs heeft gebruikt, gemasturbeerd of seks heeft gehad, verklaart Kyle luidkeels en vol trots "dat hij dus afvalt omdat hij vannacht seks heeft gehad". Ook Rubin valt af omdat hij niet zonder marihuana kan. E.L. probeert de zuster te versieren en vraagt of ze een handje kan helpen bij de donatie. De zuster "melkt" hierop zijn prostaat via zijn rectum. Dit is niet wat E.L. op het oog had, maar het bevalt hem zo goed dat hij luidkeels klaarkomt. De laatste nacht overnachten de vier bij de grootouders van Rubin.
Aangekomen bij de universiteit van Austin proberen de vier toegang te krijgen tot Tiffany's post, maar de student achter de balie weigert dit. Het leidt tot een vechtpartij waarbij uiteindelijk de campuspolitie en Kyle's vader arriveren. Kyle's vader is razend over het plunderen van de creditcard en het in de soep rijden van de auto, en eist dat Kyle "nu meteen mee naar huis gaat". Kyle reageert woedend, zegt dat hij nu voor zichzelf opkomt en dat hij met de jongens meegaat. In de consternatie gebruikt Kyle een brandblusser als wapen tegen zijn vader, en weet Josh met het poststuk naar Tiffany's kamer te ontsnappen.
Tiffany en Josh willen net praten als Beth opbelt. Zij waarschuwt Josh dat de student-assistent Jacob hem heeft bedot en dat hij helemaal geen uitstel voor zijn tentamen heeft. Ondertussen bekijkt Tiffany de band, maar het blijkt dat Barry per ongeluk de vrijpartij had gewist. Desalniettemin bekent Tiffany dat ze enigszins op Josh is uitgekeken, Josh bekent hetzelfde en ze maken het uit.
Josh moet nu als de weerlicht terug naar Ithaca om zijn tentamen te halen. Rubin helpt hem onderweg met studeren, en uiteindelijk komen ze een uur te laat. Iemand blijkt echter een bommelding te hebben gedaan, waardoor het tentamen nog niet begonnen is en Josh toch op tijd is. De dader blijkt Beth, die het wel met hem wil proberen.

## Epiloog
- Beth en Josh worden een stel en nemen samen meer dan 70 uur aan amateurvideo's op.
- Rubin ontdekt een nieuwe zeer krachtige vorm van marihuana.
- E.L. vindt een vriendin die medicijnen studeert en die zijn prostaat voor hem wil "melken".
- Kyle legt het bij met zijn vader en neemt Rhonda mee naar huis voor Kerst.
- Jacob wordt sekteleider en plant een massazelfmoord. Het plan mislukt want alle anderen bedenken zich nadat Jacob is overleden. Dit refereert aan de massazelfmoord in Jonestown.

## Rolverdeling
| Acteur              | Personage         |
| ------------------- | ----------------- |
| Breckin Meyer       | Josh Parker       |
| Seann William Scott | E.L.              |
| Amy Smart           | Beth Wagner       |
| Paulo Costanzo      | Rubin Carver      |
| DJ Qualls           | Kyle Edwards      |
| Tom Green           | Barry Manilow     |
| Rachel Blanchard    | Tiffany Henderson |
| Anthony Rapp        | Jacob             |
| Fred Ward           | Earl Edwards      |
| Andy Dick           | The Motel Clerk   |
| Ethan Suplee        | Ed                |
| Mia Amber Davis     | Rhonda            |
| Ellen Albertini Dow | grootmoeder       |